# Angelo Banti
Angelo Banti (Orbetello, 1859 – Firenze, 1939) è stato un ingegnere italiano.

## Biografia
Abilitato alla libera docenza in Elettrotecnica nel 1895 divenne docente alla Scuola d'applicazione per ingegneri di Roma dal 1886.
Fu direttore dei lavori dell'alta tensione tra Tivoli e Roma: questa pionieristica linea di trasmissione (monofase) portava alla capitale la corrente elettrica dalla grande centrale idroelettrica dell'Acquoria, a Tivoli, alimentata dal fiume Aniene. La linea fu inaugurata il 4 luglio 1892: l'evento è ricordato da una lapide all'ingresso della sede storica de La Sapienza.
Dal 1892 al 1932 fu direttore de L'Elettricista, rivista da lui fondata. In questa veste, nel 1932 pubblicò una raccolta di scritti di Antonio Pacinotti, Raccolta degli scritti di Antonio Pacinotti sulla priorità dell'invenzione della dinamo elettrica.
Fra il 1909 e il 1913 tentò la carriera politica, fondando il giornale La Libertà, a tiratura maremmana, e presentandosi candidato alla Camera nel Collegio di Grosseto, ma per due volte consecutive fu battuto prima dal repubblicano Viazzi e poi dal Socialista Merloni. 